# Moral foundations theory
De moral foundations theory (ook wel afgekort tot MFT) of theorie van de morele grondslagen is een wetenschappelijke verklaring van de menselijke moraal en de variaties daarbinnen in verschillende culturen en individuen op basis van aangeboren en evolutionair ontwikkelde morele intuïties. 

## Uitleg
De bekendste vertegenwoordiger van de moral foundations theory, die deze ook mede bedacht en ontwikkeld heeft, is de psycholoog Jonathan Haidt, zoals hij deze o.a. uitlegt in zijn The Righteous Mind (vertaald als: Het rechtvaardigheidsgevoel ISBN 9789025908362). De belangrijkste basis is een breed onderzoek via zijn (online) Moral Foundations Questionnaire dat de verschillende morele intuïties lijkt te bevestigen.
Haidt c.s. onderscheiden zes aangeboren morele intuïties of grondslagen, die hij ook wel 'modules' noemt, en die in verschillende omstandigheden in verschillende mate worden geactiveerd en ontwikkeld, wat vervolgens de verschillen in culturen en individuen verklaart: de modules van zorg, rechtvaardigheid (fairness), loyaliteit, autoriteit (respect voor hiërarchische verhoudingen) en zuiverheid (heiligheid, cleanliness), waar hij later nog de zesde aan toevoegde: vrijheid (opstandigheid tegen onderdrukking: overdreven uitingen van autoriteit).
Haidt c.s. noemen deze zes morele modules essentieel voor het overleven van stammen van de homo sapiens en mensachtigen, vanaf ongeveer vijfhonderdduizend jaar geleden: 'zorg' begint dan met de noodzaak de kinderen groot te brengen,  'fairness'  bij het belang uitvreters (free riding) te voorkomen, 'loyaliteit' bij de eigen stam, 'autoriteit' als respect voor de leiders, 'zuiverheid' als het voorkomen van besmettingen, en vrijheid als het compenseren van al te grote uitoefening van autoriteit.
Er zijn diverse vormen van kritiek geweest op de moral foundations theory, zoals dat de voorgestelde evolutionaire ontwikkeling van de diverse morele modules speculatief en onbewijsbaar is en dat er meer modules zijn dan deze zes, zoals eerlijkheid (in de zin van niet liegen).